# Damernas turnering i volleyboll vid Islamic Solidarity Games
Islamic Solidarity Games har innehållet en turnering i volleyboll för damer sedan den fjärde upplagan av tävlingen 2017.

## Upplagor
| Säsong               | Säsong    | Podium       | Podium  | Podium       |
| År                   | Spelplats | Guld         | Silver  | Brons        |
| -------------------- | --------- | ------------ | ------- | ------------ |
| 2017 mer information | Baku      | Azerbajdzjan | Turkiet | Kirgizistan  |
| 2022 mer information | Konya     | Turkiet      | Iran    | Azerbajdzjan |

## Medaljörer
| Pos. | Lag          | Guld | Silver | Brons |
| ---- | ------------ | ---- | ------ | ----- |
| 1    | Turkiet      | 1    | 1      | -     |
| 2    | Azerbajdzjan | 1    | -      | 1     |
| 3    | Iran         | -    | 1      | -     |
| 4    | Kirgizistan  | -    | -      | 1     |